# Kujō Norizane
Kujō Norizane (九条 教実) (1211 - 23 avril 1235), fils du régent Kujō Michiie, est un kugyō ou noble de la cour impériale japonaise de l'époque de Kamakura. Il occupe les postes de régent kampaku de 1231 à 1232 et sessho de 1232 à 1235. Il est le père de Kujō Tadaie.

## Source de la traduction
- (en) Cet article est partiellement ou en totalité issu de l’article de Wikipédia en anglais intitulé « Kujō Norizane » (voir la liste des auteurs).